# Independență algebrică
În algebra abstractă o submulțime {\displaystyle S} a unui corp {\displaystyle L} independentă algebric peste un subcorp dacă elementele din {\displaystyle S} nu satisfac nicio ecuație polinomială netrivială cu coeficienți în {\displaystyle K}.
În particular, un element {\displaystyle \{\alpha \}} al unei mulțimi este independent algebric peste {\displaystyle K} dacă și numai dacă {\displaystyle \alpha } este transcendent peste {\displaystyle K}. În general, toate elementele unei mulțimi independente algebric {\displaystyle S} peste {\displaystyle K} sunt necesar transcendente peste  {\displaystyle K} și peste toate extinderile peste {\displaystyle K} generate de restul elementelor lui {\displaystyle S}.

## Exemplu
Cele două numere reale {\displaystyle {\sqrt {\pi }}} și {\displaystyle 2\pi +1} sunt fiecare numere transcendente: ele nu sunt rădăcinile vreunui polinom netrivial cu coeficienți raționali. Prin urmare, fiecare din cele două singletoane {\displaystyle \{{\sqrt {\pi }}\}} și {\displaystyle \{2\pi +1\}} sunt independente algebric peste corpul numerelor raționale {\displaystyle \mathbb {Q} }.
În orice caz, mulțimea {\displaystyle \{{\sqrt {\pi }},2\pi +1\}} nu este independentă algebric peste numerele raționale deoarece polinomul netrivial
{\displaystyle P(x,y)=2x^{2}-y+1}
este zero pentru {\displaystyle x={\sqrt {\pi }}} și {\displaystyle y=2\pi +1}.

## Independența algebrică a unor constante
Deși se știe că ambele {\displaystyle \pi } și e sunt transcendente,
nu se știe dacă mulțimea formată din ele este independentă algebric peste {\displaystyle \mathbb {Q} }. De fapt nu se știe nici măcar dacă {\displaystyle \pi +e} este irațional.
Nesterenko a demonstrat în 1996 că:
- numerele {\displaystyle \pi }, {\displaystyle e^{\pi }} și Γ(1/4) sunt independente algebric peste {\displaystyle \mathbb {Q} }.[3]
- numerele {\displaystyle \pi }, {\displaystyle e^{\pi {\sqrt {3}}}} și Γ(1/3) sunt independente algebric peste {\displaystyle \mathbb {Q} }.
- pentru toți întregii pozitivi {\displaystyle n}, numerele {\displaystyle \pi } și {\displaystyle e^{\pi {\sqrt {n}}}} sunt independente algebric peste {\displaystyle \mathbb {Q} }.[4]

## Teorema Lindemann–Weierstrass
Teorema Lindemann–Weierstrass⁠(d) poate fi folosită adesea pentru a demonstra că unele mulțimi sunt independente algebric peste {\displaystyle \mathbb {Q} .} Se afirmă că ori de câte ori {\displaystyle \alpha _{1},\ldots ,\alpha _{n}} sunt numere algebrice acestea sunt independente liniar⁠(d) peste {\displaystyle \mathbb {Q} }, ca urmare {\displaystyle e^{\alpha _{1}},\ldots ,e^{\alpha _{n}}} sunt și ele independente algebric peste {\displaystyle \mathbb {Q} }.

## Matroizi algebrici
Fiind dată o extindere de corp {\displaystyle L/K} care nu este algebrică, Lema lui Zorn poate fi utilizată pentru a arăta că există întotdeauna o submulțime maximă independentă algebric a {\displaystyle L} peste {\displaystyle K}. Mai mult, toate submulțimile maxime independente algebric au aceeași cardinalitate, cunoscută sub numele de grad de transcendență al extinderii.
Pentru orice mulțime {\displaystyle S} de elemente ale {\displaystyle L}, submulțimile independente algebric din {\displaystyle S} satisfac axiomele care definesc mulțimile independente ale unui matroid⁠(d). În acest matroid, rangul unei mulțimi este gradul său de transcendență, iar subspațiul generat de mulțimea {\displaystyle T} de elemente este intersecția lui {\displaystyle L} cu corpul {\displaystyle K[T]}. Un matroid care poate fi generat în acest mod se numește matroid algebric. Nu există o caracterizare bună a matroizilor algebrici, dar se știe că unii matroizi nu sunt algebrici; cel mai mic este matroidul Vámos.
Mulți matroizi finiți pot fi reprezentați⁠(d) printr-o matrice peste corpul {\displaystyle K}, în care elementele matroidului corespund coloanelor matricii, iar mulțimea elementelor este independentă dacă mulțimea corespunzătoare a coloanelor este independentă liniar. Orice matroid cu o reprezentare liniară de acest tip poate fi reprezentat și ca un matroid algebric, prin alegerea unei nedeterminate pe fiecare rând al matricii, și folosirea coeficienților matricii în fiecare coloană pentru a atribui fiecărui element al matroidului o combinație liniară a acestor transcendente. Inversa este falsă: nu orice matroid algebric are o reprezentare liniară.